# Scott Kazmir
Scott Edward Kazmir (né le 24 janvier 1984 à Houston, Texas, États-Unis) est un lanceur gaucher des Braves d'Atlanta de la Ligue majeure de baseball. 

## Biographie

### Début de carrière
Après des études secondaires à la Cypress Falls High School de Houston (Texas), Scott Kazmir est un repêché par les Mets de New York le 4 juin 2002 au premier tour de sélection (15e choix). Il entame son apprentissage au sein des clubs-écoles de l'organisation des Mets avec les Cyclones de Brooklyn (2002, R), Mets de Sainte Lucie (2003-2004, A+) et Mets de Binghamton (2004, AA).

### Rays de Tampa Bay
Encore joueur de Ligues mineures, Kazmir est transféré chez les Devil Rays de Tampa Bay lors d'une transaction impliquant quatre lanceurs. Kazmir et Jose Diaz passent donc à l'équipe de la Ligue américaine le 30 juillet 2004 alors que Bartolome Fortunato et Victor Zambrano sont transférés aux Mets.
Kazmir, un gaucher, fait ses débuts en Ligue majeure le 23 août 2004 avec les Devil Rays et remporte cette année-là ses deux premières victoires. Il joue sa saison recrue en 2005, postant un dossier victoires-défaites de 10-9. Il retire 174 frappeurs adverses sur des prises mais domine en revanche la Ligue américaine avec 100 buts-sur-balles alloués.
En 2006, il remporte à nouveau 10 victoires et encaisse 8 revers. À la mi-saison, il représente son équipe au match des étoiles du baseball.
En 2007, il gagne un sommet personnel de 13 victoires et domine la Ligue américaine pour les retraits sur des prises (239) et le nombre de départs par un lanceur partant (34).
En 2008, il présente un dossier de 12-8 en saison régulière et prend part pour une seconde fois au match des étoiles. Il remporte une victoire et encaisse une défaite en séries éliminatoires, alors que les Rays remportent le titre de la Ligue américaine avant de s'incliner devant Philadelphie en Série mondiale.

### Angels de Los Angeles d'Anaheim
Le 28 août 2009, les Rays de Tampa Bay échangent Scott Kazmir aux Angels de Los Angeles en retour de trois joueurs d'avenir : le lanceur Alexander Torres, le joueur de troisième but Matthew Sweeney et un joueur à être nommé plus tard. Au moment du transfert, Kazmir avait 8 victoires et 7 défaites avec Tampa Bay et présentait une moyenne de points mérités élevée de 5,92 en 20 départs.
Il est libéré de son contrat par les Angels le 15 juin 2011.

### Indians de Cleveland
Kazmir a signé un contrat des ligues mineures avec les Indians de Cleveland le 21 décembre 2012. Le 4 mai 2013, face aux Twins du Minnesota, Kazmir remporte son premier match dans les ligues majeures depuis 2010.
Le 21 septembre 2013, il enregistre 10 retraits sur des prises dans une victoire des Indians sur les Astros de Houston. C'est la première fois en plus de 6 ans qu'il atteint ce nombre. Il fait un beau retour à la compétition avec une saison de 10 victoires et 9 défaites en 29 départs, et une moyenne de points mérités de 4,04. Surtout, il est 7-5 avec une moyenne de 3,06 à ses 18 derniers matchs débutés pour Cleveland.

### Athletics d'Oakland
Le 4 décembre 2013, Kazmir signe un contrat de deux saisons avec les Athletics d'Oakland. Il est invité au match des étoiles 2014 et honore sa 3e sélection à la classique annuelle de mi-saison. Il termine l'année avec 15 victoires, 9 défaites, deux matchs complets et une moyenne de points mérités de 3,55 en 32 départs et 190 manches et un tiers lancées. Il avait maintenu sa moyenne de points mérités à 2,37 au cours de ses 21 premiers départs de 2014, avant de voir celle-ci se chiffrer à 6,05 à ses 10 derniers. Ces déboires en fin d'année se répéteront l'année suivante, mais après que les Athletics l'eurent échangé. Il est en effet transféré à Houston après avoir maintenu une moyenne de points mérités de 2,38 en 18 départs pour Oakland en 2015.

### Astros de Houston
Le 23 juillet 2015, Oakland transfère Scott Kazmir aux Astros de Houston en échange de deux joueurs de ligues mineures, le lanceur droitier Daniel Mengden et le receveur Jacob Nottingham.
Son bref passage à Houston n'est pas couronné de succès : en 13 départs et 73 manches et un tiers lancées, il encaisse 6 défaites contre deux victoires et sa moyenne de points mérités se chiffre à 4,17. Il termine la saison 2015 avec une moyenne de 3,10 en 31 départs et 183 manches lancées au total pour Oakland et Houston. Ses déboires en seconde moitié de saison sont donc assez similaires à ceux de l'année précédente.
Dans les séries éliminatoires avec les Astros, il est le lanceur partant du 3e match de la Série de divisions contre les Royals de Kansas City le 9 octobre 2015. En quête d'une première victoire depuis le 22 août précédent, Kazmir accorde 3 points sur 5 coups sûrs en 5 manches et un tiers, et n'est pas impliqué dans la décision à ce dernier match pour les Astros.

### Dodgers de Los Angeles
Le 30 décembre 2015, Kazmir signe un contrat de 48 millions de dollars pour 3 ans avec les Dodgers de Los Angeles.
Il effectue 26 départs en 2016 mais ne joue pas pour les Dodgers en 2017.

### Braves d'Atlanta
Avec le joueur de premier but Adrian Gonzalez, le joueur d'utilité Charlie Culberson et le lanceur droitier Brandon McCarthy, Kazmir est échangé des Dodgers aux Braves d'Atlanta le 16 décembre 2017 contre le joueur de champ extérieur Matt Kemp.

## Statistiques
| Saison | Équipe    | G   | GS  | CG | SHO | V  | D  | SV | IP     | SO  | ERA  |
| ------ | --------- | --- | --- | -- | --- | -- | -- | -- | ------ | --- | ---- |
| 2004   | Tampa Bay | 8   | 7   | 0  | 0   | 2  | 3  | 0  | 33.1   | 41  | 5,67 |
| 2005   | Tampa Bay | 32  | 32  | 0  | 0   | 10 | 9  | 0  | 186.0  | 174 | 3,77 |
| 2006   | Tampa Bay | 24  | 24  | 1  | 1   | 10 | 8  | 0  | 144.2  | 163 | 3,24 |
| 2007   | Tampa Bay | 34  | 34  | 0  | 0   | 13 | 9  | 0  | 206.2  | 239 | 3,48 |
| 2008   | Tampa Bay | 27  | 27  | 0  | 0   | 12 | 8  | 0  | 152.1  | 166 | 3,49 |
| 2009   | Tampa Bay | 20  | 20  | 0  | 0   | 8  | 7  | 0  | 111.0  | 91  | 5,92 |
| 2009   | LA Angels | 6   | 6   | 0  | 0   | 2  | 2  | 0  | 36.1   | 26  | 1,73 |
| 2010   | LA Angels | 28  | 28  | 0  | 0   | 9  | 15 | 0  | 150.0  | 93  | 5,94 |
| Totaux | Totaux    | 179 | 178 | 1  | 1   | 66 | 61 | 0  | 1020.1 | 993 | 4,14 |

| Saison | Équipe    | G | GS | CG | SHO | V | D | SV | IP   | SO | ERA  |
| ------ | --------- | - | -- | -- | --- | - | - | -- | ---- | -- | ---- |
| 2008   | Tampa Bay | 5 | 5  | 0  | 0   | 1 | 1 | 0  | 25.2 | 22 | 4,21 |
| 2009   | LA Angels | 3 | 2  | 0  | 0   | 0 | 1 | 0  | 10.2 | 4  | 8,43 |
| Totaux | Totaux    | 8 | 7  | 0  | 0   | 1 | 2 | 0  | 36.1 | 26 | 5,20 |

Note: G = Matches joués ; GS = Matches comme lanceur partant ; CG = Matches complets ; SHO = Blanchissages ; 
V = Victoires ; D = Défaites ; SV = Sauvetages ; IP = Manches lancées ; SO = retraits sur des prises ; ERA = Moyenne de points mérités.